# Valeria Lorca
Valeria Lorca (* 8. května 1968 Buenos Aires, Argentina) je argentinská herečka a pedagožka.
V divadle debutovala roku 1991, své televizní premiéry se dočkala o dva roky později. Roku 1994 působila v seriálu El día que me quieras, v roce 1996 poprvé objevila ve filmu. Významné role ztvárnila v seriálech Divoký anděl a Kachorra, hrála také v telenovele Cabecita či v seriálu Amanda O. Mezi lety 2012 a 2014 působila v seriálu En terapia. Hrála v různých filmech, například ve snímcích Olhos azuis (2009), Cuestión de principios (2009) či Familia para armar (2011), průběžně působí v divadle. Herectví také vyučuje.
Je vdaná za herce a režiséra Oscara Ferrigna, syna Normy Aleandrové.